# Литературная сказка
Литерату́рная ска́зка — литературный эпический жанр в прозе или стихах, опирающийся на сюжеты фольклорных сказок и соединяющий авторскую самобытность с народными традициями.

## Особенности
Своим возникновением литературная сказка обязана романтизму, который возник в противовес «холодному» рационализму времён Просвещения. Романтики отрицали господство рационализма. Также весомую роль в формировании литературной романтической сказки сыграли постулаты руссоизма (система ценностей Жан-Жака Руссо). Романтики переняли его идейное увлечение природой и возвращением к народным корням. Первые писатели, обратившиеся к жанру сказки, пересказывали, обрабатывали и переводили на литературный язык произведения устной народной словесности.
Литературная сказка считается жанром, впитавшим в себя фольклорные и литературные принципы. Она выросла из фольклорной, трансформируя и изменяя её жанровые особенности. По мнению И. П. Лупановой, литературная сказка является наследницей народной. Л. В. Овчинникова подразделяет  литературные сказки на фольклорно-литературные и индивидуально-авторские.
Основные отличия фольклорной и литературной сказок:
- Литературная сказка всегда записана и её вид неизменен. Фольклорная сказка не имеет строго устоявшегося текста, каждый сказитель мог по своему желанию что-то добавить в неё или убрать.
- В литературной сказке отражается личный взгляд автора на мир, его представление о жизни и справедливости. В фольклорной сказке отражаются идеалы и ценности всего народа.
- Литературная сказка является отражением эпохи, в которую была написана и господствующих литературных течений того времени.

По аналогии с классификацией народных сказок среди литературных сказок могут быть выделены сказки о животных, волшебные, бытовые, авантюрные; по пафосу — сказки героические, лирические, юмористические, сатирические, философские, психологические; по близости к другим литературным жанрам — сказки-поэмы, сказки-новеллы, сказки-повести, сказки-притчи, сказки-пьесы, сказки-пародии, научно-фантастические сказки, сказки абсурда и др.
С момента своего появления и до начала XX века литературная сказка предназначалась чаще взрослому читателю. В XX веке она стала жанром специфически детским.

## История жанра
Литературные сказки известны с древних времён: сохранилась древнейшая египетская сказка XIII века до н. э. в форме литературной повести о двух братьях, древнеиндийские притчи «Джатаки» о земных перевоплощениях Будды, создававшиеся с начала I тысячелетия до н. э., сказка древнеримского писателя II века н. э. Апулея «Амур и психея». Первые современные художественные сказки можно найти в коллекции «Восхитительные ночи» (итал. Le piacevoli notti) итальянца Страпаролы. Французские сказочные истории в стиле рококо были собраны в Германии во времена Веймарского классцизма, в частности, Кристофом Мартином Виландом в сборнике «Джиннистан». «Лулу, или Волшебная флейта» вдохновила Эмануэля Шиканедера на либретто к опере Моцарта «Волшебная флейта». Иоганном Вольфгангом Гёте написаны три литературные сказки: «Сказка» (в «Развлечениях немецких эмигрантов»), «Новый Парис» (в «Поэзии и правде») и «Новая Мелюзина» (в «Походных годах Вильгельма Мейстера»).